# Marquette (Automarke)

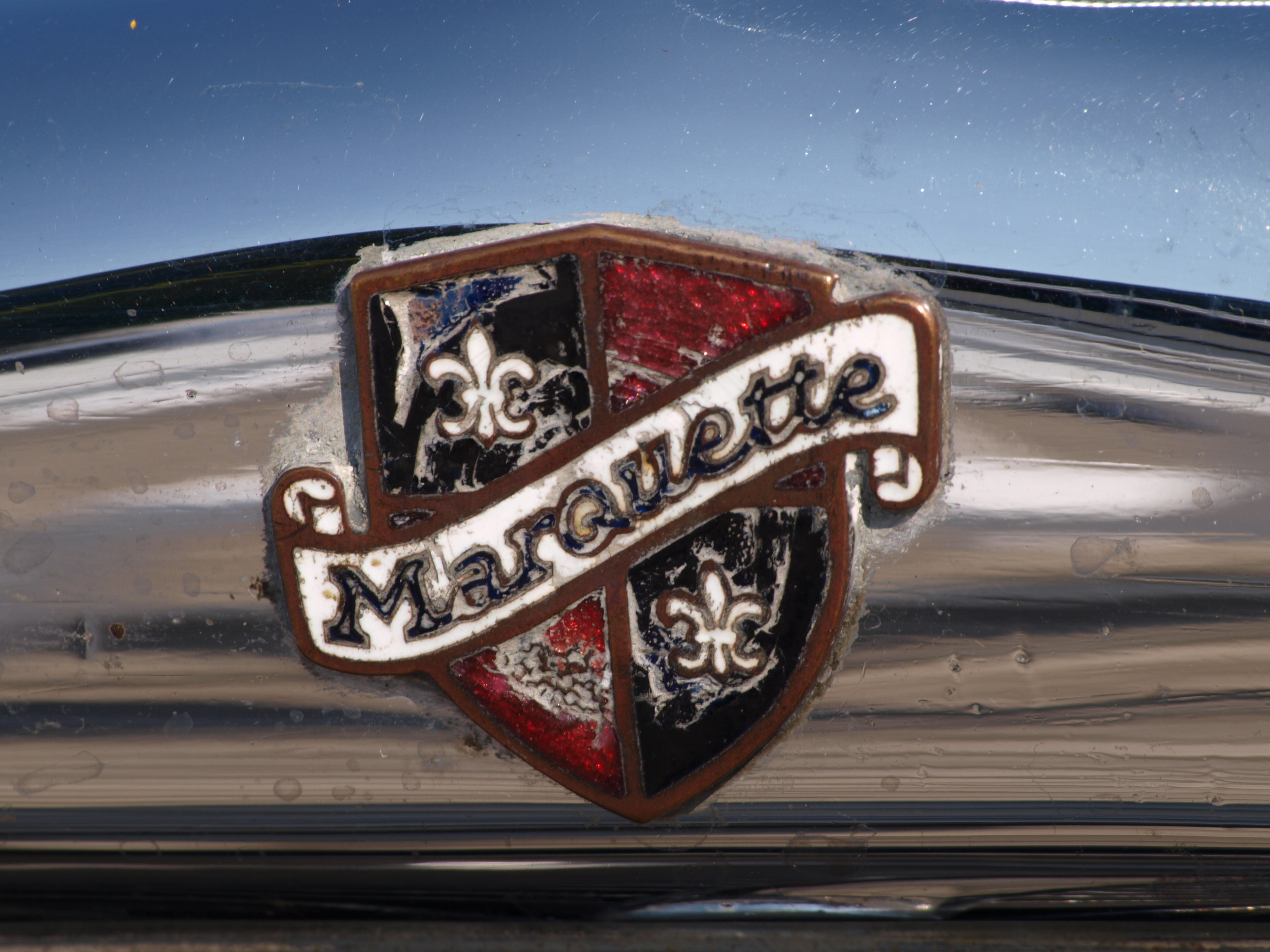
Emblem

Marquette war eine Automarke von General Motors.

## Herkunft des Namens
Der Konzern führt den Markennamen auf den französischen Entdecker, Missionar und Jesuitenpater Jacques Marquette (1637–1675) zurück. General Motors verwendete ihn zweimal, zuerst für die Oberklasse-Vierzylinderwagen der von 1909 bis 1912 existierenden Marquette Motor Company. Deren von Louis Chevrolet und Bob Burman gefahrene Marquette-Buick waren im frühen Motorsport erfolgreich. Die zweite Verwendung des Markennamens betrifft die nachfolgend beschriebene Nebenmarke von Buick.

## Beschreibung

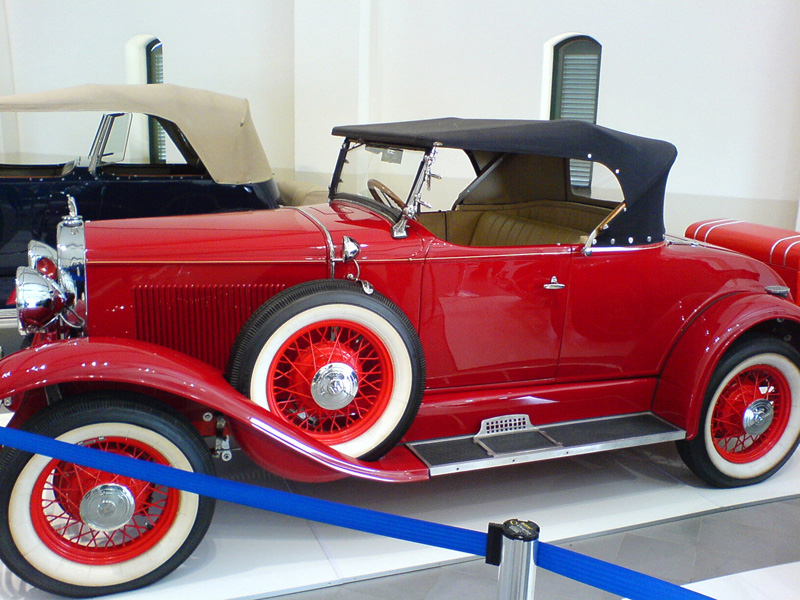
Marquette Model 34 Sport Roadster (1930)

Mitte der 1920er beschloss General Motors (GM), etablierten Marken Schwestergesellschaften zur Seite zu stellen, die andere, in der Regel etwas günstigere Modelle anbieten sollten, um alle Marktsegmente noch besser abzudecken. Den Anfang machten 1926 Oakland mit dem preiswerteren Pontiac und 1927 Cadillac mit dem LaSalle. Beide waren sehr erfolgreich, und so wurde beschlossen, auch für Oldsmobile und Buick entsprechende Marken zu gründen (für Chevrolet war keine vorgesehen). 1929 erschienen für das Modelljahr 1930 der Viking von Oldsmobile und der Marquette von Buick.

## Modelle
Der Marquette Series 30 – so die offizielle Bezeichnung – war ein solides Automobil der (US)-Mittelklasse. Sein Sechszylindermotor leistete 67,5 bhp (50 kW) bei 3000/min aus 3488 cm³ (212,8 c.i.) Hubraum. Zu seinen Eigentümlichkeiten gehört, dass er nicht bei Buick entwickelt wurde, sondern von einer Oldsmobile-Konstruktion abgeleitet war. So war der Motor mit seitlich stehenden Ventilen („L-head“„ flat head“ „Flachkopf“) untypisch – Buick verwendete aufwändigere Motoren mit im Zylinderkopf hängenden Ventilen („valve-in-head“). Der Radstand betrug klassenübliche 2896 mm (114 Zoll).

## Modellreihe 1930
| Modell | Karosserie                | Listenpreis in US$ |
| ------ | ------------------------- | ------------------ |
| 30     | Two-door Sedan            | 1000               |
| 34     | Sport Roadster            | 1020               |
| 35     | Phaeton                   | 1020               |
| 36     | Business-Coupe (2-pass.)  | 990                |
| 36S    | Special Coupe (2/4-pass.) | 1020               |
| 37     | Sedan                     | 1060               |

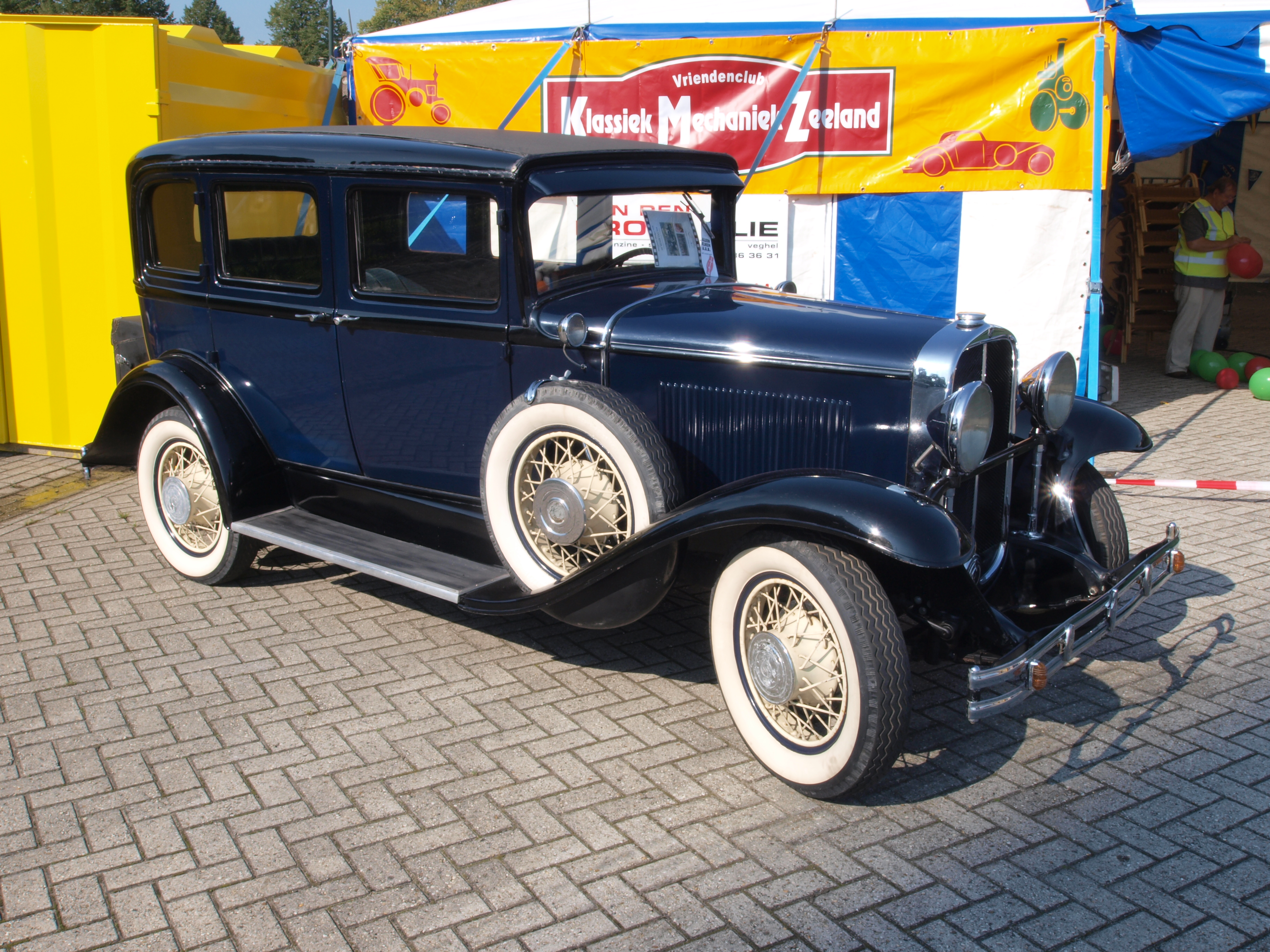
Marquette Model 37 Sedan (1930)

Im Folgenden die Neupreise vergleichbarer Modelle in viertüriger Limousinenausführung.
| Modell     | Karosserie                        | Listenpreis in US$ |
| ---------- | --------------------------------- | ------------------ |
| Chevrolet  | Universal Series AD Sedan         | 625                |
| Chevrolet  | Universal Series AD Special Sedan | 675                |
| Pontiac    | Big Six Model 8920 Sedan          | 845                |
| DeSoto     | Six Model CK Sedan                | 885                |
| DeSoto     | Eight Model CF Sedan              | 995                |
| Oldsmobile | F-30 Sedan                        | 995                |
| Dodge      | Six Series DA Sedan               | 995                |
| Marquette  | Model 37 Sedan                    | 1060               |
| Dodge      | Six Series DA Deluxe Sedan        | 1065               |
| Hudson     | Great Eight Sedan                 | 1150               |
| Oldsmobile | F-30 Special Sedan                | 1190               |
| Buick      | Series 40 Sedan                   | 1330               |
| Viking     | Eight Sedan                       | 1595/1695          |

DeSoto CF, Dodge DA, Viking Eight und Hudson Great Eight waren Achtzylinder, letzterer auch deutlich größer. Die Sechszylinder von DeSoto und Dodge sowie der Oldsmobile Standard Sedan waren mit unter 1000 $ deutlich günstiger. Es ist verwunderlich, dass sich der Marquette anfangs so gut verkaufte – der Viking hatte es deutlich schwerer, er war (wie der LaSalle) zwischen Buick und Cadillac positioniert.
Verkaufsstart des Marquette war der 1. Juni 1929 für das Modelljahr 1930. Die Produktionszahl erreichte in den Jahren 1929 bis 1931 35.007 Stück in den USA (inklusive 4437 nackte Fahrgestelle) und weitere 6535 Stück in Kanada; die letzten wurden 1931 aus vorhandenen Teilen gebaut. Es gibt also 29er, 30er und 31er Marquette, die aber alle identisch sind und als Modelljahr 1930 gelten.
Für die schnelle Einstellung des Marquette gibt es eine ganze Reihe von Gründen. Der wichtigste betraf auch den anderen Newcomer, den Viking: Am 29. Oktober 1929 brach die Börse zusammen, was zu einem schockartigen Markteinbruch in praktisch allen Bereichen führte. Die Positionierung des Marquette hatte den Effekt, dass Oldsmobile Kunden an Marquette verlor. Bei Buick gab es den erwähnten internen Widerstand gegen das „Kuckucksei“ von Oldsmobile. Das Management war auch der Meinung, dass Marquette nicht genug Fahrzeuge verkaufte, um in der wirtschaftlich schweren Zeit bestehen zu können.
Und der Marquette hatte in der Produktephilosophie von Buick keinen Platz mehr, weil ab 1931 ausschließlich Achtzylinder hergestellt werden sollten.